# Batalha de Sócio
A Batalha de Socio foi um confronto entre as forças da República Romana, lideradas pelo legado de Júlio César Públio Licínio Crasso, e a tribo aquitana dos sociates, no contexto das Guerras Gálicas. A batalha terminou em vitória dos romanos e a pacificação dos sociates.

## Batalha
No começo de 56 a.C., os vênetos foram derrotados na Batalha do Golfo de Morbihan, os líderes de uma revolta maior à qual se juntaram muitas outras tribos da região, incluindo os sociates. Por causa disto, César enviou seus legados a diferentes partes da Gália para pacificar as diferentes revoltas. Públio Licínio Crasso, filho do triúnviro Crasso, foi enviado para a Gália Aquitânia. Adiatuano, o rei dos sociates, recrutou um grande exército e uma forte cavalaria.[carece de fontes?]
No caminho, os sociates atacaram os romanos durante a marcha, lançando sobre eles sua poderosa cavalaria, mas sem sucesso. Logo em seguida, os guerreiros gauleses, escondidos num bosque, entraram na batalha e, depois de um pesado combate, foram obrigados a recuar para Socio, sua capital.
Decidido a conquistar a cidade, Crasso iniciou um cerco e aceitou em seguida negociar termos de rendição com uma embaixada enviada pelos habitantes. Enquanto negociava, Adiatuano atacou, mas também não conseguiu vencer os romanos. As negociações foram encerradas e, algum tempo depois, os sociates se viram obrigados a capitular. Depois da queda da tribo mais poderosa, as demais começaram a se render. 
Pouco depois se produziu a primeira notícia de uma aliança entre as tribos de ambos os lados dos Pirenéus e iniciou-se uma revolta comum contra Roma iniciada por vários povos aquitanos que buscavam ajuda do outro lado da cordilheira entre os que haviam lutado contra Sertório e conheciam as táticas romanas. Crasso perseguiu Adiatuano e seu exército, que se refugiaram num acampamento perto de Mont-de-Marsan e, num ataque noturno de surpresa, conseguiu eliminar três quartos dos cerca de 50 000 guerreiros gauleses reunidos ali.